# Stenamma
Stenamma is een geslacht van mieren uit de onderfamilie van de Myrmicinae. De wetenschappelijke naam van het geslacht is voor het eerst geldig gepubliceerd in 1839 door John Obadiah Westwood.
De soorten uit dit geslacht leven in bossen in grote delen van de noordelijke gematigde zone, evenals Centraal-Amerika en het noordwesten van Zuid-Amerika. Ze kunnen vooral aangetroffen worden in detritus op de bosvloer. Het zijn onopvallende, cryptische soorten. Ze zijn opvallend goed bestand tegen koude, vochtige omstandigheden.
Dit geslacht wordt ook "drentelmieren" genoemd. Op de Belgische Soortenlijst (en de Nederlandse) komen twee Stenamma-soorten voor:
- Stenamma debile (de gewone drentelmier) en
- Stenamma westwoodii (de Engelse drentelmier).

## Soorten
- S. africanum Santschi, 1939
- S. ailaoense Liu & Xu, 2011
- S. alas Longino, 2005
- S. asiaticum Ruzsky, 1905
- S. brevicorne (Mayr, 1886)
- S. californicum Snelling, R.R., 1973
- S. chiricahua Snelling, R.R., 1973
- S. debile

Gewone drentelmier (Foerster, 1850)
- S. diecki Emery, 1895
- S. diversum Mann, 1922
- S. dyscheres Snelling, R.R., 1973
- S. exasperatum Snelling, R.R., 1973
- S. expolitum Smith, M.R., 1962
- S. felixi Mann, 1922
- S. foveolocephalum Smith, M.R., 1930
- S. georgii Arnoldi, 1975
- S. gurkhale DuBois, 1998
- S. heathi Wheeler, W.M., 1915
- S. hissarianum Arnoldi, 1975
- S. huachucanum Smith, M.R., 1957
- S. impar Forel, 1901
- S. jeriorum DuBois, 1998
- S. jhitingriense Bharti, Gul & Sharma, 2012
- S. kashmirense Baroni Urbani, 1977
- S. koreanense Lyu, DuBois & Cho, 2002
- S. kurilense Arnoldi, 1975
- S. lippulum (Nylander, 1849)
- S. manni Wheeler, W.M., 1914
- S. meridionale Smith, M.R., 1957
- S. msilanum Forel, 1901
- S. nipponense Yasumatsu & Murakami, 1960
- S. owstoni Wheeler, W.M., 1906
- S. petiolatum Emery, 1897
- S. picetojuglandeti Arnoldi, 1975

- S. punctatoventre Snelling, R.R., 1973
- S. punctiventre Emery, 1908
- S. sardoum Emery, 1915
- S. schmidti Menozzi, 1931
- S. schmittii Wheeler, W.M., 1903
- S. sequoiarum Wheeler, W.M., 1917
- S. siculum Rigato, 2011
- S. smithi Cole, 1966
- S. snellingi Bolton, 1995
- S. sogdianum Arnoldi, 1975
- S. striatulum Emery, 1895
- S. ussuriense Arnoldi, 1975
- S. westwoodii

Engelse drentelmier Westwood, 1839
- S. wheelerorum Snelling, R.R., 1973
- S. wilsoni Bharti, Gul & Sharma, 2012
- S. wumengense Liu & Xu, 2011
- S. yaluzangbum Liu & Xu, 2011
- S. zanoni Rigato, 2011